# アウター・リミッツ (バンド)
アウター・リミッツ（Outer Limits）は、1980年代に活動した日本のプログレッシブ・ロック・バンドである。
武蔵野音楽大学の学生であった、塚本周成（キーボード）、杉本正（ベース）、川口貴（ヴァイオリン）の3人が中心となり、1981年にアルバム「メイド・イン・ジャパン」でレコードデビュー。その後、ボーカルに上野友煕を加え「ミスティ・ムーン」（1985年）、「少年の不思議な角笛」（1986年）、「ペール・ブルーの情景」（1987年）などを発表した。ヨーロッパでもCDが発売されている。
1990年代に入ると活動を停止したが、1998年に活動を再開。現在のメンバーは、塚本周成（キーボード）、杉本正（ボーカル、ベース）、川口貴（ヴァイオリン）、桜井信行（ドラムス）、荒牧隆（ギター）の5人。2007年には20年ぶりとなるアルバム「STROMATOLITE」をリリースした。なお、杉本正は神奈川フィルハーモニー管弦楽団でコントラバスを、川口貴は日本フィルハーモニー交響楽団でヴァイオリンを演奏している。塚本周成はGacktのキーボードとして活動。

## アルバム
- メイド・イン・ジャパン（1981年）
- ミスティ・ムーン（1985年）
- 少年の不思議な角笛（1986年）
- ペール・ブルーの情景（1987年）
- インディーズ・コレクション＜ベスト＞（1987年）
- シルバー・アップル・オン・ザ・ムーン＜ライヴ＞（1989年）
- アウター・マニア（1994年）
- STROMATOLITE （2007年）